# Eduardo João Bunga
Eduardo João Bunga, hay Josué (sinh ngày 17 tháng 7 năm2000) là một cầu thủ bóng đá người Angola. Hiện tại anh thi đấu cho Kabuscorp S.C.P. tại Girabola.
Anh ra mắt quốc tế cho Angola lúc 15 tuổi trong thất bại 3-0 trước Malawi tại Cúp COSAFA 2016.